# Epharmottomena lacroixi
Epharmottomena lacroixi är en fjärilsart som beskrevs av Lucas 1914. Epharmottomena lacroixi ingår i släktet Epharmottomena och familjen nattflyn. Inga underarter finns listade i Catalogue of Life.